# Wenus z Lespugue

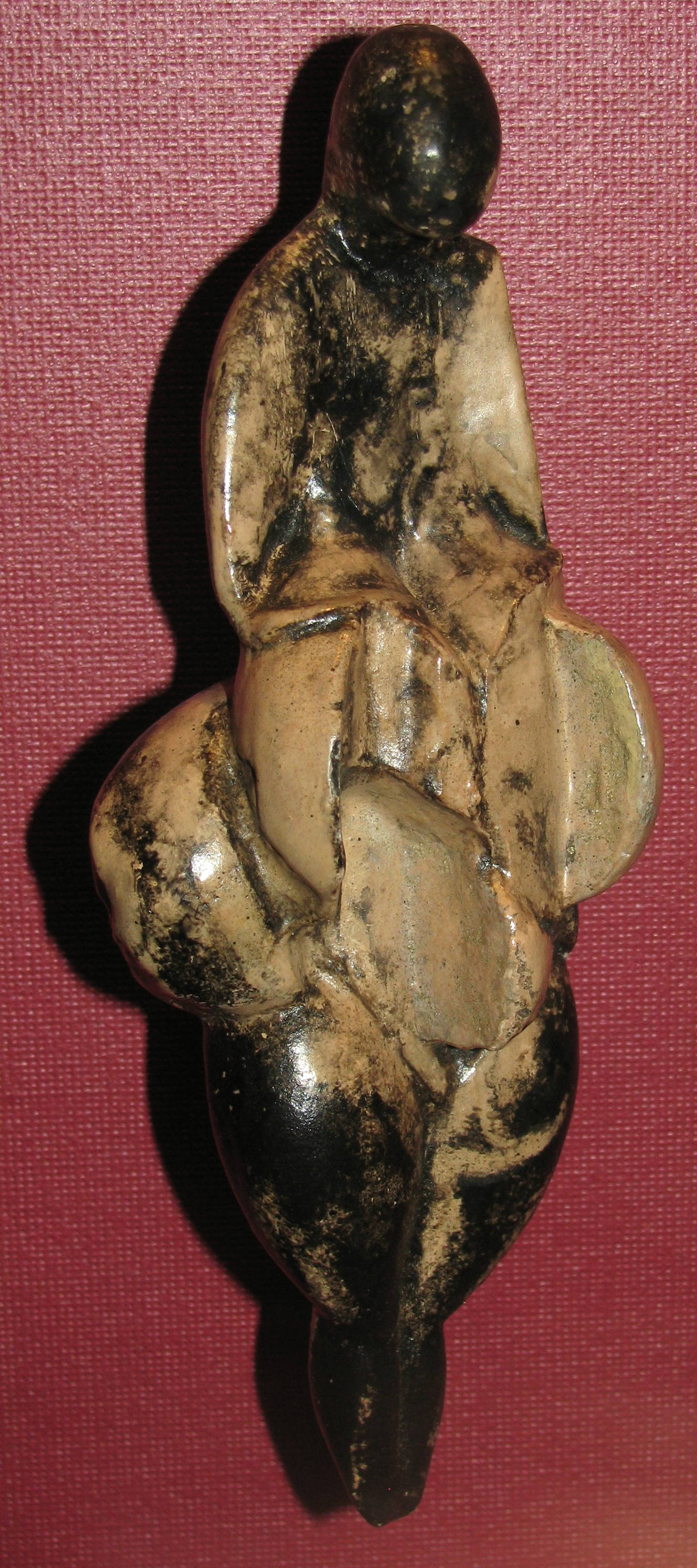
Wenus z Lespugue (replika), Naturhistorisches Museum, Wiedeń

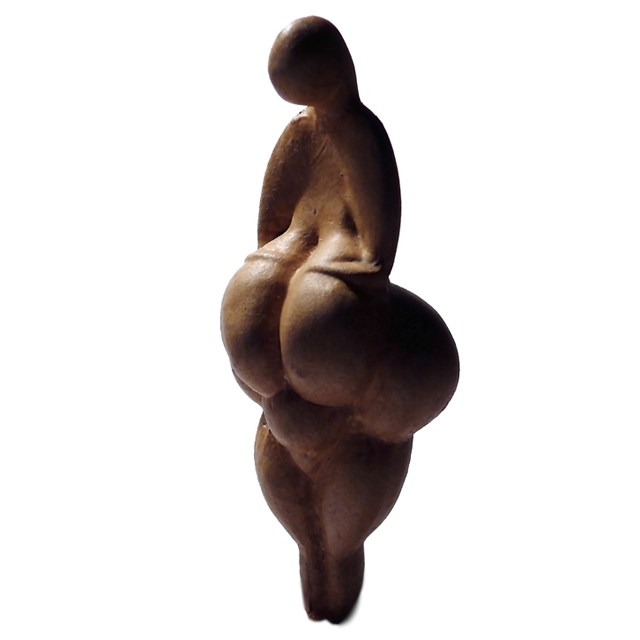
Wenus z Lespugue (replika), Musée de l’Homme, Paryż

Wenus z Lespugue – figurka paleolitycznej Wenus datowana na pomiędzy 26 000 a 24 000 lat p.n.e., znaleziona w 1922 w jaskini Rideaux, Lespugue (Haute-Garonne, Francja) u podnóża Pirenejów przez René de Saint-Périera (1877-1950). Figurka ma około 150 mm wysokości, wykonana z kości słoniowej. Uszkodzona podczas wydobycia.
Spośród wszystkich znanych figurek Wenus z górnego paleolitu, figurka z Lespugue wydaje się wyobrażać zewnętrzne cechy płciowe kobiety w najbardziej przesadzony sposób.
Istnieje hipoteza, że proporcje tej figurki odzwierciadlają proporcje we współczesnej skali doryckiej.  Taki związek implikowałby większe zaawansowanie kulturowe człowieka paleolitu, niż się powszechnie przyjmuje.